# Désiré L'Enclume
Pour les articles homonymes, voir Enclume.
Désiré L'Enclume est un footballeur puis entraîneur mauricien, né en 1960 et mort le 11 avril 2019. 
Évoluant au poste de gardien de but, il fait l’essentiel de sa carrière au club de Fire Brigade SC. Avec l'équipe de Maurice de football, il remporte les Jeux des îles de l'océan Indien 1985. Devenu entraîneur, il dirige notamment la sélection et gagne les Jeux des îles de l'océan Indien 2003.

## Biographie
Désiré L'Enclume fait l’essentiel de sa carrière dans le club mauricien de Fire Brigade SC où il évolue jusqu'en 1989 tout en exerçant la profession de pompier. Il remporte avec ce club plusieurs fois la Coupe de la République.
En équipe nationale, il remporte la médaille de bronze aux Jeux des îles de l'océan Indien 1979. Il est ensuite un des héros de la finale des Jeux des îles de l'océan Indien 1985 disputée face à La Réunion grâce à ses arrêts décisifs
Il devient ensuite entraîneur et dirige de 1991 à 1992 le Fire Brigade puis rejoint le centre d'entraînement national et s'occupe des gardiens de but de l'équipe de Maurice espoir puis dirige le centre national de formation de 2001 à 2003. Lors de cette même année, il devient co-sélectionneur de l'équipe nationale avec Akbar Patel, entraîneur des espoirs. Sous leurs ordres, le Club M remporte la médaille d'or des Jeux des îles de l'océan Indien 2003. L'année suivante, ils sont remplacés par un autre duo d'entraîneurs mauriciens Elvis Antoine et Rajesh Gunesh.
Il devient en 2004 l'entraîneur de l'US Beau-Bassin/Rose Hill et dispute avec son équipe la finale de la Coupe de la République face à l'AS Port-Louis 2000. Ses joueurs s'inclinent sur le score de deux à zéro. Il rejoint en 2006 l'AS Port-Louis 2000 comme entraîneur et atteint la finale de la Coupe de Maurice en fin de saison. Le club s'incline face à Petite Rivière Noire SC sur le score de deux à zéro. Il revient ensuite entraîner au sein de l'équipe nationale et s'occupe en 2012 des gardiens de l'équipe.

## Palmarès

### Joueur
- Médaille d'or aux Jeux des îles de l'océan Indien 1985 avec l'équipe de Maurice de football.
- Médaille de bronze aux Jeux des îles de l'océan Indien 1979 avec Maurice.

### Entraîneur
- Médaille d'or aux Jeux des îles de l'océan Indien 2003 avec l'équipe de Maurice de football.
- Finaliste de la Coupe de Maurice en 2007 avec l'AS Port-Louis 2000.
- Finaliste de la Coupe de la République en 2005 avec l'US Beau-Bassin/Rose Hill.